# Розато, Роберто
Робе́рто Роза́то (итал. Roberto Rosato; 18 августа 1943, Кьери, Пьемонт — 20 июня 2010, Кьери, Пьемонт) — итальянский футболист, защитник. Считался типичным представителем катеначчо и одним из лучших итальянских защитников своего времени.
На протяжении всей своей карьеры играл за 4 разных футбольных клуба Италии. Начал спортивную карьеру в 1960 году в Турине в серии А. Уже в следующем сезоне 1961/62 он получил место в основном составе, а ещё через год вместе с «Торино» завоевал Кубок Италии.
В 1966 году перешёл в «Милан», играя за который добился наибольших успехов. В первом же сезоне стал чемпионом Италии и обладателем Кубка кубков. На следующий год в составе команды завоевал Кубок европейских чемпионов и Межконтинентальный кубок.
В 1968 году в составе национальной сборной своей страны выиграл чемпионат Европы, в 1970 году стал серебряным призёром чемпионата мира, проходившего в Мексике.
В 1972 и 1973 годах вновь выиграл Кубок Италии, в сезоне 1973/74 перешёл в «Дженоа», в 1979 году завершил карьеру в составе клуба Valle d’Aosta Calcio.
Умер 20 июня 2010 года после продолжительной болезни. После его смерти сборная по футболу Италии вышла на поле с чёрными повязками в память о легендарном футболисте. В этот день они играли против команды Новой Зеландии в рамках чемпионата мира по футболу 2010.